# Seznam korpusov Jugoslovanske ljudske armade
Seznam korpusov JLA.

## Seznam
- 2. korpus (JLA)
- 3. korpus vojnega letalstva in protiletalske obrambe (JLA)
- 4. korpus (JLA)
- 5. korpus (JLA)
- 7. letalski korpus (JLA)
- 9. korpus (JLA)
- 9. letalski korpus (JLA)
- 10. korpus (JLA)
- 12. korpus (JLA)
- 13. korpus (JLA)
- 14. korpus (JLA)
- 17. korpus (JLA)
- 21. korpus (JLA)
- 24. korpus (JLA)
- 31. korpus (JLA)
- 32. korpus (JLA)
- 37. korpus (JLA)
- 41. korpus (JLA)
- 42. korpus (JLA)
- 51. korpus (JLA)
- 52. korpus (JLA)